# FC Nerds
FC Nerds ist ein Fernsehformat, das von der skandinavischen Mediengesellschaft Nordisk Film als Variante des Reality-TV entwickelt wurde. Es wurde zuerst in Dänemark als FC Zulu von TV 2 Zulu ausgestrahlt.
Das Filmteam begleitet eine Gruppe sportlich unerfahrener junger Männer, die von einem professionellen Fußballtrainer zu einer Mannschaft geformt werden sollen. Am Ende der Ausbildung steht dann ein Spiel gegen einen Profiverein an.
FC Zulu war 2005 für den International Emmy Award in der Rubrik Non-Scripted Entertainment nominiert, gewann ihn jedoch nicht.
Das Programmformat wurde in Dänemark, Schweden, Norwegen, den Niederlanden, Belgien, Finnland, Island, Ungarn und Australien gesendet.
Die deutsche Adaption wurde ab dem 6. September 2005 in der achtteiligen Doku-Soap Borussia Banana – Helden im Strafraum auf  RTL II ausgestrahlt. Trainer der Amateurmannschaft waren Lothar Matthäus und Günter Güttler, die Dreharbeiten fanden ab August 2005 in München-Oberhaching statt. Die erste Folge sahen insgesamt eine Million Zuschauer bei einem Marktanteil von nur 3,5 Prozent. Am 4. Oktober 2005 verfolgten insgesamt 0,81 Millionen Zuschauer (Marktanteil: 2,7 Prozent) die Sendung, 610.000 Zuschauer der werberelevanten Zielgruppe (Marktanteil: 4,5 Prozent).
Die Mannschaft verlor in der letzten Sendung das groß angekündigte Final-Match gegen eine All-Star-Auswahl des FC St. Pauli.